# Эдлинджер, Патрик
Патрик Эдлинджер (15 июня 1960, Дакс, Франция — 16 ноября 2012, Ла-Палю-сюр-Вердон, Франция) — французский скалолаз, известный восхождениями в стиле фри соло, один из пионеров свободного лазания, в 1980-х годах он был одной из самых знаковых фигур в своем виде спорта.

## Биография
Начав заниматься скалолазанием в возрасте восьми лет, Патрик Эдлинджер очень быстро полностью посвятил себя этому виду спорта. Он проводил много времени на скалах и когда не находил партнера лазал без страховки. Со своим другом Патриком Берхо (Patrick Berhault), Эдлинджер проходил очень сложные для своего времени маршруты, одновременно предопределив новый стиль лазания, в котором состояние духа принимает такое же важное значение как и физическая подготовка..
В 1982 году он становится известен широкой публике благодаря документальным фильмам Жизнь на кончиках пальцев (La Vie au bout des doigts) и Вертикальная Опера, снятым Жаном-Полем Жансеном (Jean-Paul Janssen) и получившим признание во всем мире. В фильме он проходит маршруты свободным лазанием, а также в стиле фри соло в известных скалолазных районах Бюу (Buoux) и ущелье Вердон (Gorges du Verdon). В фильме Эдлинджер также излагает свою философию, для которой характерно смешение гедонизма, любви к природе, превосхождения самого себя (физического и морального), а также влечения к риску. Этот образ жизни в сочетании с внешностью эфеба (длинные светлые волосы, повязаные лентой, мускулатура) обращают на себя внимание.
В 1986 году Эдлинджер побеждает на первых международных соревнованиях Sportroccia в Бардонеккия, Италия подтверждая внегласное звание сильнейшего скалолаза планеты. Соревнования в Сноуберд в США (Snowbird), приносят ещё одну победу. Соревнования проходят на естественном рельефе и по правилам побеждает тот, кто дальше пролезет. Эдлинджер финиширует на 16 метров выше ближайшего конкурента.
В 1987 году скалолаз Жан-Батист Трибо (Jean-Baptiste Tribout) проходит маршрут 'Les Spécialistes' в Вердоне и оценивает сложность в 8c (самая высокая и никем не пройденная на тот момент). Эдлинджер легко повторяет маршрут и снижает сложность до 8b+.
Несмотря на популярность, Эдлинджер предпочитает тихую и спокойную жизнь. Вдали от камер и публики он проходит 'Orange Mécanique' 8a в стиле фри соло в районе Симай. Кроме этого он покоряет целый ряд маршрутов экстремальной для своего времени сложности: 'Ça Glisse Au Pays des Merveilles' (8a), 'La Boule (8a+), 'Maginot Line' (8b+/8c), 'Azincourt' (8c).
Настоящая звезда во Франции, Эдлинджер в 1980-е годы один из самых почитаемый французами спортсменов согласно опросу журнала Paris Match.
В 1995 году, во время тренировки в Каланках (Calanques), на простом для себя маршруте (7b), пропустив несколько точек страховки, он отламывает зацепку, срывается и падает с высоты 18 метров. В результате удара сердце Эдлинджера останавливается, но врачам удается его реанимировать. Спасатели опасаются за его спину. В тот же вечер он выходит с одним лишь разрывом мышцы пресса. Через две недели он снова на скалах.
С 1997 по 2000 года он является редактором журнала Rock'n'Wall, который был в конечном счете поглощен журналом Vertical. Он остается знаковой фигурой скалолазания и продолжает жить своей страстью. Он прекратил лазать соло после рождения первого ребёнка.
Эдлинджер умер 16 ноября 2012 года в своем доме в Ла-Палю-сюр-Вердон в возрасте 52 года в результате падения с крутой лестницы в своём доме. Внизу лестницы находилось два матраца, но после падения Эдлинджер ударился головой между ними. Он был найден в ванной комнате, куда смог добраться в предсмертной агонии. Сообщалось также, что у Эдлинджера были в последние годы проблемы с алкоголем.

## Значимые восхождения
- 1980 :
  - La Polka des ringards, 7c (он сайт), Бюу
  - Partie Carrée, 7c (он сайт), Бюу
  - Baou des Quatre Ouros, 7a/7a+ (соло), Бюу
- 1982 :
  - Fenrir, 7c+, Вердон
  - Le Rut, 7a (соло), Бюу
  - Pilier des Fourmis, 7a (соло), Бюу
- 1983 :
  - Ça glisse au pays des merveilles 8a, Бюу
- 1984 :
  - La Boule, 8a+, Сэнт-Виктуар.
- 1988 :
  - Sucettes à l’anis 8b, Лё Симай
  - Are you Ready ? 8b+, Шатовер
  - Spécialistes 8b+, Вердон
- 1989 :
  - Orange Mécanique 8a (соло), Лё Симай
  - Maginot Line 8b+/8c
  - Azincourt 8c, Бюу

## Книги
- Rock Games Escalades Aux Usa Edlinger, Patrick Arthaud
- Verdon — Opéra Vertical Edlinger, Patrick Arthaud
- Grimper, Pratique Et Plaisir Edlinger, Patrick Arthaud

## Видео
- Escalade avec Patrick Edlinger
- La Vie au bout des doigts et Opéra Vertical, 1982, de Jean-Paul Janssen
- Verdon Forever de Maurice Rebeix
- Arrow Head
- La Cordée de rêve de Gilles Chappaz, 2001 avec Patrick Berhault

## Фильмы
- Les Loups entre eux (1985) de José Giovanni
- La Belle Histoire (1992) de Claude Lelouch